# Bizzenbach
Der Bizzenbach  (Pissebach) ist ein etwa 4 km langer Mittelgebirgsbach im Bundesland Hessen, Deutschland. Er entspringt im Taunus und mündet in den Erlenbach.

## Geographie

### Verlauf

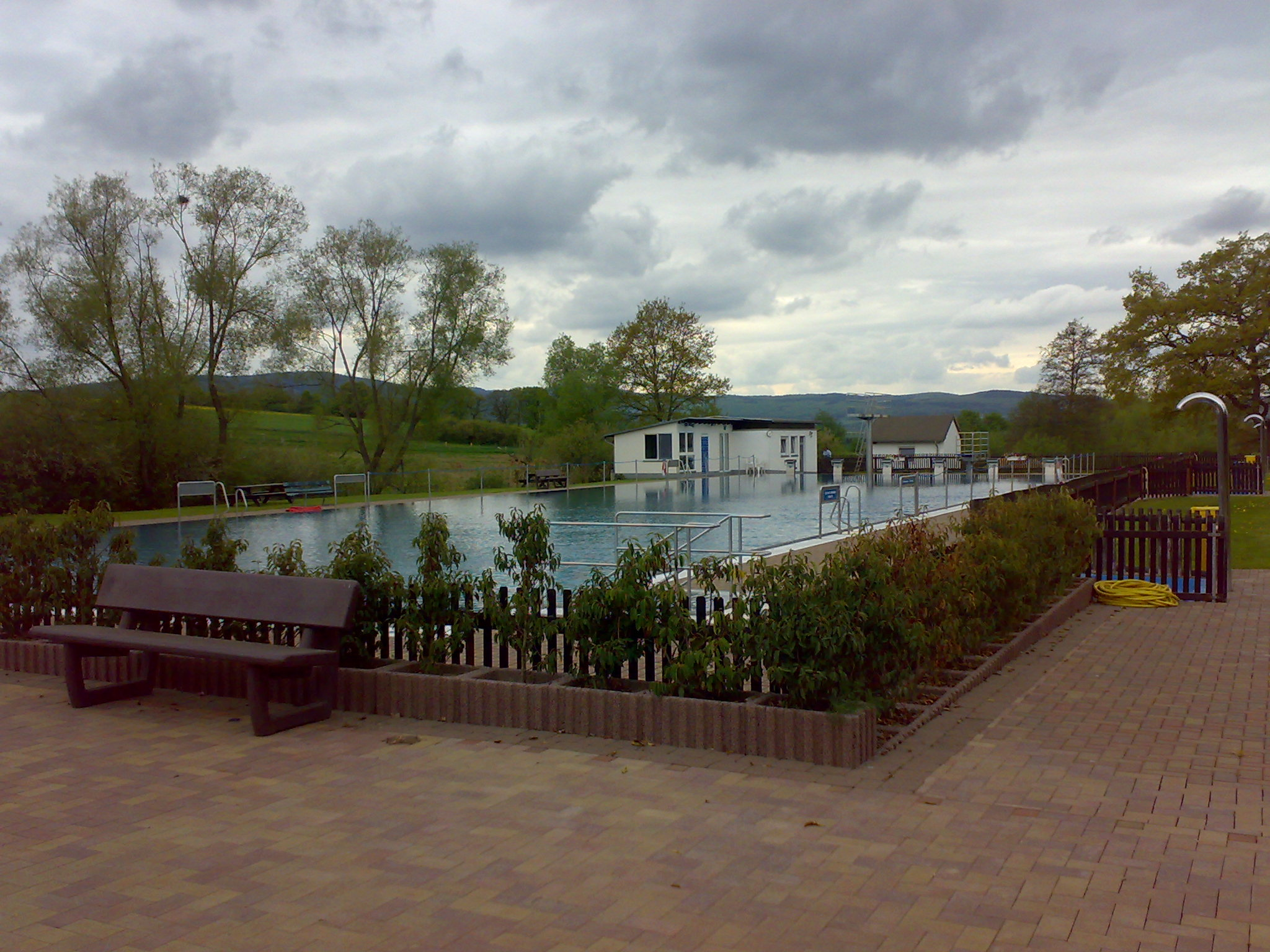
Ludwig Bender Bad im Bizzenbachtal

Der Bizzenbach entspringt im Waldgebiet des Taunus am Westrand des Munitionsdepots bei Wehrheim, wie auch der  Wiesbach, und fließt durch das ausschließlich landwirtschaftlich genutzte Bizzenbachtal in westlicher Richtung. Er war ursprünglich der Wasserlieferant für das Ludwig-Bender-Bad (Freibad) der Gemeinde Wehrheim. Heute verläuft der Bach unmittelbar neben dem Schwimmbad.
Der Bizzenbach ist ab dem Austritt aus dem Wald nahezu vollständig begradigt. Die Statistik des Landes weist ihn zu 10 % als deutlich verändert, zu 77,5 % als stark verändert und zu 12,5 % als sehr stark verändert aus. Ab dem Ortseingang Wehrheim fließt der Bach überwiegend in einem kanalisierten Gewässerbett.

### Zuflüsse
- ein namenloser Graben[5] (rechts), 1,4 km, Wehrheim
- Langwiesengraben[6] (rechts), 1,8 km, Wehrheim

### Flusssystem Nidda
- Fließgewässer im Flusssystem Nidda

## Charakter
Der Bizzenbach ist ein grobmaterialreicher, silikatischer Mittelgebirgsbach. Seine dominante Fischregion ist die untere Forellenregion.
Im Sommer fällt der Bach vielfach trocken. Verantwortlich hierfür sind Wasserentnahmen durch Flachbrunnen (für Landwirtschaft und das Schwimmbad), die Versiegelung im Bereich des Munitionsdepots und landwirtschaftliche Drainagen. Die Gemeinde Wehrheim plant den Erwerb eines Uferrandstreifens von jeweils 10 m Breite auf beiden Seiten des Baches (insg. 20 ha) für Hochwasserschutz- und Renaturierungsmaßnahmen und führt hierzu ein Flurneuordnungsverfahren durch.

## Infrastruktur
Etwa einen Kilometer außerhalb von Wehrheim liegt im Bizzenbachtal das Wehrheimer Freibad. In der Nachbarschaft befindet sich der ehemalige Jüdischer Friedhof von Wehrheim.

## Wüstung Bizzenbach
Im Bizzenbachtal lag im Spätmittelalter der Ort Bizzenbach (Lage: 50° 18′ 18,3″ N, 8° 35′ 54,1″ O). Er bestand aus etwa sechs Höfen, die dem Kloster Thron zinspflichtig waren. In einer Zinsliste des Klosters wird der Ort Pissinbach 1310 erstmals erwähnt. An seiner Stelle wurden Reste eine Backofens und eines gemauerten Brunnens gefunden. Der Ort wurde erneut am 29. Mai 1336 urkundlich erwähnt. Die letzte urkundliche Erwähnung erfolgte 1536. Wann der Ort genau zur Wüstung wurde, ist nicht bekannt. Spätestens im Jahre 1624 war der Ort jedoch untergegangen. Theodor Geisel gibt an, dass der Ort aus zwei Teilen, nämlich Ober- und Niederbizzenbach bestand. (Lage Ober-Bizzenbach: 50° 18′ 23,7″ N, 8° 36′ 48,2″ O).